# Casa în care a locuit atletul Ivan Zaikin
Casa în care a locuit atletul Ivan Zaikin⁠ este un monument istoric de însemnătate națională din orașul Chișinău.

## Istorie
Casa a fost construită la începutul secolului al XX-lea. În ea a locuit, în perioada 1927-1948, atletul și aviatorul rus Ivan Mihailovici Zaikin (1880-1948).

## Arhitectură
Stilul arhitectural al clădirii este modern. Planul casei este unghiular, cu intrarea amplasată lateral. Fațadele au zidărie aparentă. Ferestrele sunt largi, cu bolțari. Intrarea este amenajată sub forma unui portal, cu o logie în arc-potcoavă. Fațada principală este încununată cu un parapet din piatră.